# CD Guadalupe
Clube Desportivo de Guadalupe ist ein Fußballverein aus São Tomé und Príncipe. Der Verein ist in Guadalupe auf der Insel São Tomé beheimatet und spielt im Campeonato Santomense, der höchsten, nationalen Liga.

## Geschichte
Der Verein gehört zu den ältesten des Landes und wurde während der portugiesischen Kolonialzeit am 31. März 1964 gegründet.
Der Verein konnte bislang zwei nationale Meistertitel erringen und war nach Vitória Riboque der zweite Verein, dem dies gelang. Beide Titel wurden in den Jahren 1980 und 1981 nacheinander gewonnen. Desportivo Guadalupe ist der einzige Verein aus dem Distrikt Lobata, der sowohl regionale als auch nationale Titel gewinnen konnte.
Guadalupe begann in der höchsten Spielklasse des Landes, stieg jedoch nach einem letzten Platz in einer Saison ab und spielte seitdem meist in der zweiten Liga. Nach einem weiteren Abstieg 2014 spielte der Klub in der zweiten Inseldivision. Ein paar Jahre vergingen, bis es dann 2019 wieder so weit war. CD Guadalupe stieg als Tabellenzweiter 9 Punkte hinter UD Correia und 4 Punkte vor Benfica Porto Alegre auf. Doch die Freude hielt nur kurz an, denn in der Folgesaison 2021/22 (2020 gab es keine) mussten sie schon wieder runter in die 2. Liga. Es folgte eine starke Saison, der direkte Wiederaufstieg wurde klargemacht. Nicht nur das, sie krönten sich auch noch mit dem Meistertitel. Der stand nach dem deutlichen 6:0-Sieg gegen Mitabsteiger und Vorjahresmitaufsteiger UD Correia mit 2 Punkten Vorsprung auf Juba de Diogo Simão fest. Ein Jahr später kam das nächste Highlight. CD Guadalupe hielt tatsächlich mit 10 Unentschieden und 4 Punkten Vorsprung auf BUFC Caixão Grande die Klasse.
Guadalupe war der erste Verein des Landes, der den nationalen Pokal gewann (1981). Im Jahr 2012 erreichte der Verein erneut das nationale Pokalfinale, verlor jedoch gegen den SC Príncipe mit 1:2. Als unterlegener Finalist durfte Guadalupe als erster Klub São Tomés am CAF Confederation Cup teilnehmen. Dort traf man auf US Bitam aus Gabun, verlor das Hinspiel mit 0:5 und das Rückspiel mit 1:12 – die höchste Niederlage eines Vereins aus São Tomé und Príncipe im internationalen Wettbewerb.

## Erfolge

### National
São Tomé und Príncipe Meisterschaft: 2
1980, 1981
Taça Nacional de São Tomé e Príncipe: 1
1981
Supercup von São Tomé und Príncipe: 1
2013

## Statistik in den CAF-Wettbewerben
| Wettbewerb                 | Runde    | Gegner   | Hinspiel | Rückspiel |
| -------------------------- | -------- | -------- | -------- | --------- |
| CAF Confederation Cup 2013 | 1. Runde | US Bitam | 0:5 (H)  | 12:1 (A)  |